# Pelmatellus stenolophoides
Pelmatellus stenolophoides är en skalbaggsart som beskrevs av Bates. Pelmatellus stenolophoides ingår i släktet Pelmatellus och familjen jordlöpare. Inga underarter finns listade i Catalogue of Life.